# PWS-26
PWS-26 byl polský cvičný letoun, vyráběný ve 30. letech 20. století. Původní neozbrojená verze PWS-16 vycházela z typů PWS-12 a 14, měla však mnoho zdokonalení včetně účinnějších křidélek. Následující verze PWS-16bis měla přepracovaný palivový systém umožňující let na zádech a byla vyzbrojena jedním kulometem. Od každého typu bylo vyrobeno 20 letadel. Vzhledem k dosahovaným výkonům se rozběhla výroba verze PWS-26, u níž byla zpevněna konstrukce, aby bylo možno letoun použít pro nácvik střemhlavého bombardování.
PWS-16 a 16bis zahájily provoz u cvičných jednotek polského letectva v letech 1934–35. V roce 1937 byly nahrazeny PWS-26 a PWS-16 byly převedeny na druhořadé úkoly.
Do ukončení výroby v roce 1938 bylo vyrobeno 250 letadel. Některé stroje se v roce 1939 staly kořistí německé Luftwaffe. Po renovaci bylo zasláno 28 letadel do Rumunska. Většina PWS-26 však byla v provozu u sovětského vojenského letectva.

## Uživatelé
- Německá říše
  - Luftwaffe (ukořistěné exempláře)[1]
- Polsko
  - Polské letectvo
- Rumunské království
  - Rumunské královské letectvo (28 kusů prodaných po r. 1939 Německem)[2]
- Sovětský svaz
  - Sovětské letectvo (ukořistěné exempláře)[2]

## Specifikace (PWS-26)

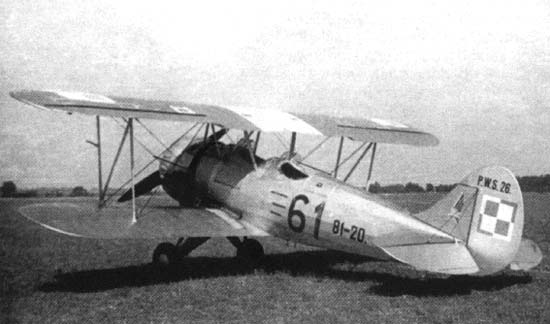
PWS-26

Údaje dle

### Technické údaje
- Osádka: 2 (instruktor a žák)
- Délka: 7,03 m
- Rozpětí: 9,0 m
- Výška: 2,74 m
- Nosná plocha: 24 m²
- Prázdná hmotnost: 850 kg
- Vzletová hmotnost: 1 162 kg
- Pohonná jednotka: 1 × vzduchem chlazený hvězdicový devítiválec Wright J-5B Whirlwind pohánějící pevnou dvoulistou dřevěnou vrtuli Szomański
- Výkon pohonné jednotky: 164 kW (220 hp)

### Výkony
- Maximální rychlost: 217 km/h (na úrovni mořské hladiny)
- Cestovní rychlost: 180 km/h
- Dolet: 460 km
- Praktický dostup: 4 620 m
- Výstup do výše 1 000 m: 3 min 45 sekund

### Výzbroj
- 1 × synchronizovaný kulomet Vickers E nebo PWU wz. 33 ráže 7,92 mm[4]
- 2 × 12kg puma